# Orthometopon pieperi
Orthometopon pieperi är en kräftdjursart som beskrevs av Helmut Schmalfuss 1979. Orthometopon pieperi ingår i släktet Orthometopon och familjen Trachelipodidae. Inga underarter finns listade i Catalogue of Life.